# Kosia Góra
Kosia Góra (426 m) – wzniesienie w miejscowości Ryczów w województwie śląskim, w powiecie zawierciańskim, w gminie Ogrodzieniec. Znajduje się po prawej stronie asfaltowej drogi z Ryczowa do Złożeńca, w odległości około 100 m na wschód od widocznej z tej drogi Strażnicy Ryczów. Pod względem geograficznym znajduje się na Wyżynie Ryczowskiej wchodzącej w skład Wyżyny Częstochowskiej. 
Kosia Góra jest porośnięta lasem, ale jej szczyt jest skalisty. Znajduje się na nim Kosia Skała będąca obiektem wspinaczki skalnej. W skałach Kosiej Góry znajdują się dwa obiekty jaskiniowe: Schronisko Dolne w Kosiej Górze i Schronisko Górne w Kosiej Górze. 

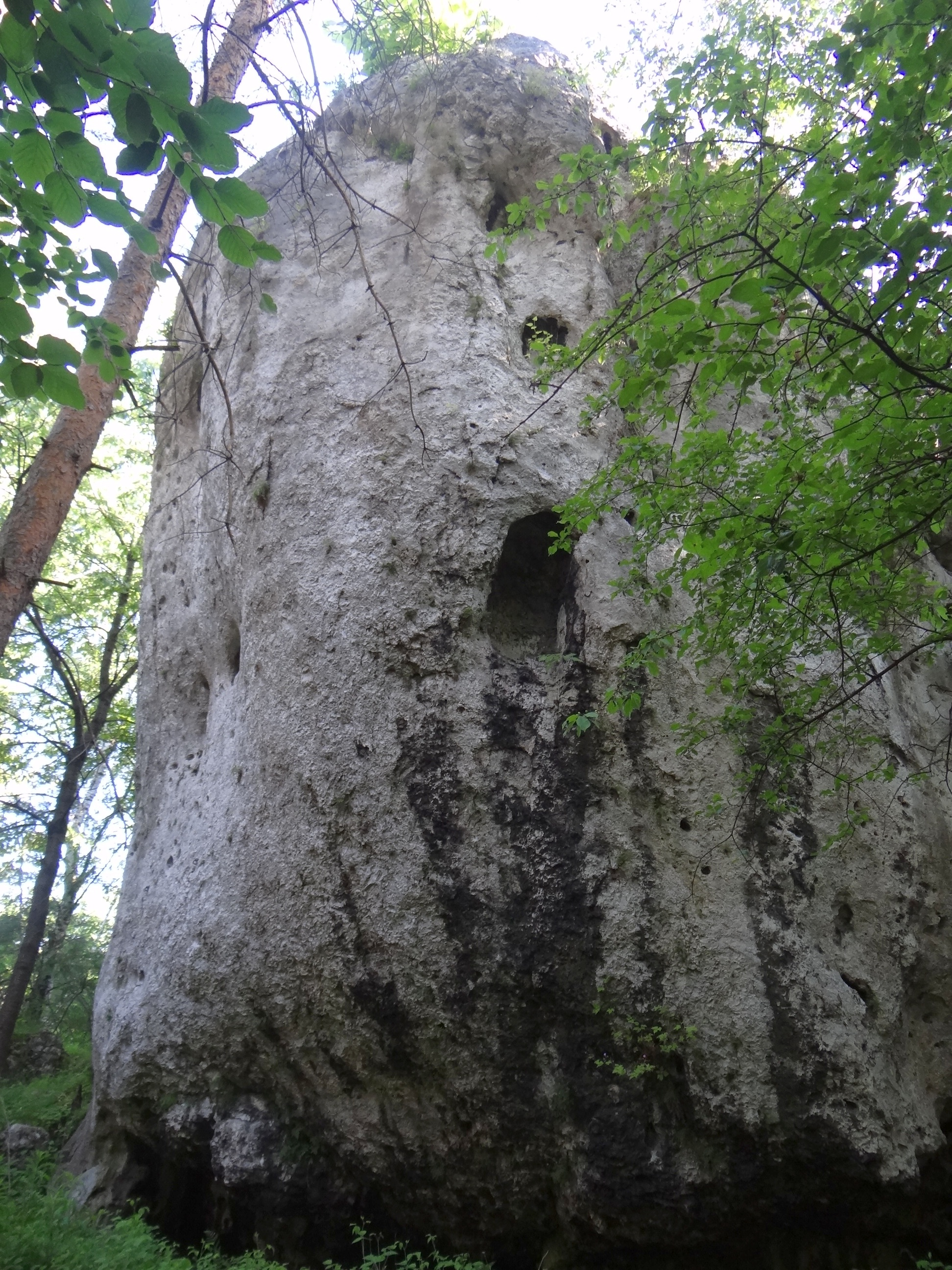
Kosia Skała